# Spiros Statulopulos
Spiros Statulopulos, gr. Σπύρος Σταθουλόπουλος (ur. 5 grudnia 1978) – grecki reżyser, scenarzysta, operator i producent filmowy.

## Życiorys
Dorastał w Salonikach, następnie jego rodzina przeprowadziła się do Kolumbii. W wieku 18 lat wstąpił w szeregi armii greckiej. W wieku 29 lat wyprowadził się do Los Angeles, aby zdobyć wykształcenie filmowe. Założył własną firmę producencką Kosmokrator Sinema.

## Filmografia
- Hábitos sucios (2003) montaż
- Żywa bomba (PVC-1, 2007) reżyseria, scenariusz, zdjęcia, produkcja
- Meteora (Metéora, 2012) reżyseria, scenariusz, zdjęcia, produkcja
- Anthropos (2015) produkcja

## Nagrody i nominacje
2007
- 60. MFF w Cannes
  - wygrana Nagroda miasta Rzym za film Żywa bomba (2007)
  - nominacja Złota Kamera za film Żywa bomba (2007)
- MFF w Salonikach
  - wygrana Srebrny Aleksander za film Żywa bomba (2007)
  - wygrana Nagroda publiczności za film Żywa bomba (2007)
  - wygrana Nagroda FIPRESCI za film Żywa bomba (2007)
  - nominacja Złoty Aleksander za film Żywa bomba (2007)

2008
- MFF w Bangkoku
  - wygrana Golden Kinnaree Award za film Żywa bomba (2007)
- MFF w Sofii
  - wygrana Bitter Cup Award za film Żywa bomba (2007)

2012
- 62. MFF w Berlinie
  - nominacja do nagrody Złoty Niedźwiedź za film Meteora (2012)

2013
- MFF w Cartagena de Indias
  - wygrana Wyróżnienie Specjalne za film Meteora (2012)